# Alesso
Alessandro Lindblad, més conegut com a Alesso, és un DJ i productor musical natal d'Estocolm, Suècia, d'origen italià. És considerat el Dj número 13 del món segons l'enquesta duta a terme el 2015, per la revista Dj Mag. El 2011, Va fer l'ingrés a la llista situant-se en la posició 70.

Ja als 19 anys Alesso era considerat una de les grans revelacions de la música house a la seva natal Suècia. El jove artista va ser descobert a la seva ciutat de naixement Estocolm pel reputat DJ i productor house Sebastian Ingrosso membre de la ja dissolta Swedish House Mafia el qual en declaracions a MTV amb relació a Alesso es pronunciava així:
| «                                 | . "Ha estat fent molt bona música i molts grans espectacles. Estic molt content per ell. Sóc com un pare orgullós, ja saps. | » |
| — Sebastian Ingrosso a MTV, 2012. | |   |

 Ràpidament Sebastian va incorporar Alesso en el seu propi segell discogràfic Refune records Arxivat 2021-04-18 a Wayback Machine. des d'on faran diversos produccions conjuntes. El 16 de novembre de 2011, llençà "Raise your Head" des del segell Refune i uns dies després la remescla de la multipremiada "Titanium", produïda pel famós DJ francès David Guetta. El 12 de març de 2012, juntament amb el cantant i productor Nord-amèrica Ryan Tedder surt i comença a circular per les emissores de tot el seu primer gran èxit la versió vocal de Calling, hit que musicalment va suposar l'expansió i consolidació d'Alesso com DJ més enllà de Suècia. El 23 de març de 2012 la BBC Radio 1 l'invita perquè mescli a l'Essential Mix, un dels espais radiofònics més prestigiosos internacionalment per donar a conèixer promeses del camp.